# توني هوك
توني هوك (بالإنجليزية: Tony Hawk) (و. 1968 – م) هو رائد أعمال، ممثل، رجل أعمال من الولايات المتحدة الأمريكية ولد في سان دييغو، كاليفورنيا.

## روابط خارجية
- توني هوك على موقع IMDb (الإنجليزية)
- توني هوك على موقع الموسوعة البريطانية (الإنجليزية)
- توني هوك على موقع ألو سيني (الفرنسية)
- توني هوك على موقع ميوزك برينز (الإنجليزية)
- توني هوك على موقع أول موفي (الإنجليزية)
- توني هوك على موقع قاعدة بيانات الأفلام السويدية (السويدية)
- توني هوك على موقع إن إن دي بي (الإنجليزية)
- توني هوك على موقع قاعدة بيانات الفيلم (الإنجليزية)
- توني هوك على موقع كينوبويسك (الروسية)